# Armstrong Siddeley Cheetah
Le Armstrong Siddeley Cheetah est un moteur d'avion en étoile à sept cylindres, produit par l'entreprise britannique Armstrong Siddeley de 1935 à 1948.

## Conception
Le Cheetah est conçu à la suite du Armstrong Siddeley Lynx. Son alésage est légèrement accru, passant de 127 à 133 mm, soit la même valeur que sur le Panther à 14 cylindres. La cylindrée passe ainsi à 13,65 litres. Le moteur est produit en série à partir de 1935, sa première version est initialement commercialisée sous le nom Lynx Major. C'est un moteur à taux de compression modété (6,5), adapté à des essences à faible indice d'octane. Le carburateur est un Claudel-Hobson.
Produit pendant treize ans, ce moteur a connu de très nombreuses variantes (de 230 CV pour la version initiale, jusqu'à 385 après-guerre), qui concernent essentiellement : 
- La présence d'un réducteur. Les premières versions sont à prise directe et associées à une hélice à deux pales; ensuite viennent des versions avec réducteur.
- La présence d'une suralimentation, avec des versions dotées d'un compresseur mécanique.
- Sur une version spécifique, un carburateur modifié pour l'acrobatie aérienne, fonctionnant sous n'importe quelle orientation.

## Utilisation
Le moteur a été utilisé sur de nombreux modèles d'avions, dont deux produits en très grande série pendant la seconde guerre mondiale : 
- Le Avro Anson, pour plusieurs de ses versions (d'autres utilisant des Wright Whirlwind, des Wasp Junior ou des Jacobs R-915. C'est un avion d'entrainement et de liaison.
- Le Airspeed Oxford, surtout utilisé pour la formation des équipages de bombardiers.